# Norbert Haug
Norbert Haug (Engelsbrand, 24 novembre 1952) è un giornalista tedesco, ex vicepresidente di Mercedes per le attività sportive.
Attivo in Formula 1, Champ Car e DTM, è figura molto conosciuta in particolare per la presenza assidua al seguito del Team McLaren, motorizzato Mercedes, in Formula 1.

## Biografia
La carriera di Haug è iniziata come giornalista in pubblicazioni dedicate alle automobili e all'automobilismo, fino a portarlo nel 1985 al ruolo di direttore del mensile di larga circolazione Sport Auto, e poi due anni dopo vice-direttore del settimanale Auto Moto und Sport. Nel 1988 viene chiamato dalla Mercedes, incaricato del marketing delle attività sportive: pochi mesi dopo (ottobre 1990) sostituirà Jochen Neerpasch a capo del Mercedes-Benz Motorsport.
Dopo aver sostenuto le iniziative della Sauber in F1, tradizionale collaboratrice per le gare di vetture sport e turismo, Haug ha indirizzato la Mercedes verso l'acquisto del costruttore britannico di motori Ilmor Engineering per sviluppare propulsori di F1 da marchiare col proprio nome e montare sulle McLaren, un'azienda anch'essa entrata nell'orbita del gruppo industriale DaimlerChrysler di cui Mercedes fa parte. La collaborazione tra McLaren, Mercedes e Ilmor avrebbe portato a molte vittorie in Gran Premi e alla conquista di tre titoli piloti nel 1998, 1999 e 2008 e un titolo costruttori nel 1998 oltre che ad una 500 Miglia di Indianapolis vinta dal team Penske a motore Mercedes nel 1994.
Nel dicembre 2012 Haug ha lasciato la Mercedes, per passare a lavorare per la società tedesca Paravan, dedita alla produzione di veicoli e sistemi dedicati alle persone disabili.